# Tord Gudmestad
Tord Gudmestad, né le 8 mai 2001 à Nærbø (no), est un coureur cycliste norvégien, membre de l'équipe Decathlon - AG2R La Mondiale.

## Biographie
En 2018, Tord Gudmestad devient champion de Norvège sur route juniors. En 2020, il rejoint l'équipe continentale Coop. Dans une saison perturbée par la pandémie de Covid-19, il se classe deuxième du championnat de Norvège du critérium.
En avril 2021, il s'impose sur le Grand Prix International de Rhodes.

## Palmarès et résultats

### Palmarès par année
- 2018
  -  Champion de Norvège sur route juniors
- 2020
  - 2e du championnat de Norvège du critérium
- 2021
  -  Champion de Norvège sur route espoirs
  -  Champion de Norvège du critérium
  - Grand Prix International de Rhodes
  - 2e et 3e étapes du Dookoła Mazowsza
  - 2e du Puchar MON
- 2022
  - Grand Prix Megasaray
- 2024
  - Veenendaal-Veenendaal Classic

### Résultats sur les grands tours

#### Tour d'Italie
1 participation
- 2025 : 134e

### Classements mondiaux
| Année                                 | 2020  | 2021 | 2022 | 2023 | 2024 |
| ------------------------------------- | ----- | ---- | ---- | ---- | ---- |
| Classement mondial                    | 1476e | 345e | 772e | 835e | 307e |
| UCI Europe Tour                       | 1108e | 291e | 582e | nc   | nc   |
|                                       |       |      |      |      |      |
| Légende : nc = non classéSource : UCI |       |      |      |      |      |